# Kacper Gomólski
Kacper Gomólski (ur. 2 marca 1993 w Gnieźnie) – polski żużlowiec.

## Życiorys
Wychowanek Startu Gniezno. 1 kwietnia 2008 zdał egzamin na certyfikat żużlowy w Częstochowie i po kilku miesiącach wystąpił w finale Brązowego Kasku w roku 2008 w Gdańsku, gdzie zajął ósme miejsce. Był najmłodszym uczestnikiem zawodów o Brązowy Kask. W następnym sezonie we Wrocławiu Gomólski zajął jedenaste miejsce, w roku 2010 w Lesznie zajął piąte miejsce.
Był finalistą MIMP. W roku 2009 w Lesznie zajął odległe czternaste miejsce. W następnym sezonie 2010 w Toruniu był bardzo bliski zdobycia złotego medalu, ale przeszkodził mu upadek na prowadzeniu i musiał zadowolić się trzecim miejscem.
Jest drużynowym mistrzem Europy w kategorii juniorskiej do lat 19, razem z Maciejem Janowskim, Przemysławem Pawlickim, Patrykiem Dudkiem i rezerwowym Łukaszem Cyranem. Po sezonie 2011 opuścił macierzysty zespół Start Gniezno i na sezon 2012 przeniósł się do ekstraligowego Azoty Tauron Tarnów gdzie wraz z Maciejem Janowskim pełni rolę juniora. W sezonie 2013 przedłużył kontrakt z drużyną Azotów Tauron Tarnów. W 2014 wraz z kolegami z młodzieżowej reprezentacji Polski wywalczył drużynowe mistrzostwo świata w kategorii juniorskiej.
23 czerwca 2016 roku otrzymał tytuł Ambasadora Gniezna, z rąk Prezydenta Miasta Gniezna, Tomasza Budasza.
Od sezonu 2022 jest zawodnikiem PSŻ Poznań
Ma starszego o 6 lat brata Adriana. Jego ojciec, Jacek również był żużlowcem.

## Osiągnięcia
Indywidualne mistrzostwa Polski
- 2016: Leszno – 14. miejsce → wyniki

Mistrzostwa polski par klubowych
- 2013: Gorzów – 1. miejsce → wyniki
- 2014: Gorzów – 3. miejsce → wyniki

Indywidualne Mistrzostwa Świata Juniorów
- 2011: 15. Miejsce – 10 pkt (start w jednym z 4 finałów) → wyniki
- 2012: 24. Miejsce – 6 pkt (start w jednym z 7 finałów) → wyniki
- 2013: 3. Miejsce – 29 pkt (start we wszystkich 3 finałach) → wyniki
- 2014: 2. Miejsce – 36 pkt (start we wszystkich 3 finałach) → wyniki

Indywidualne Mistrzostwa Europy Juniorów
- 2009:  Tarnów – jako rezerwowy → wyniki

Drużynowe Mistrzostwa Świata Juniorów
- 2014:  Slangerup – 1. miejsce – 10 pkt → wyniki

Drużynowe Mistrzostwa Europy Juniorów
- 2010:  Divišov – 1. miejsce – 12 pkt → wyniki

Młodzieżowe Indywidualne Mistrzostwa Polski
- 2009: Leszno – 14. miejsce – 4 pkt → wyniki
- 2010: Toruń – 3. miejsce – 12 pkt → wyniki

Turniej o Brązowy Kask
- 2008: Gdańsk – 8. miejsce – 7 pkt → wyniki
- 2009: Wrocław – 11. miejsce – 5 pkt → wyniki
- 2010: Leszno – 5. miejsce – 10 pkt → wyniki

Turniej o Złoty Kask
- 2014 – Rawicz – 2. miejsce – 11+3 pkt → wyniki
- 2017 – Zielona Góra – 8. miejsce – 8 pkt → wyniki
- 2019 – Piła – 16. miejsce – 3 pkt → wyniki

## Inne ważniejsze turnieje
Turniej o Koronę Bolesława Chrobrego – Pierwszego Króla Polski
- 2009: jako rezerwowy – 0 pkt → wyniki
- 2011: 15. miejsce – 2 pkt → wyniki
- 2019: 2. miejsce – 9+3+2 pkt → wyniki

Memoriał im. Marcina Rożaka i Grzegorza Smolińskiego
- 2008: 2. miejsce → wyniki